# La guerra de Jugurta
La guerra de Jugurta (en llatí: Bellum Iugurthinum) és la segona monografia escrita per l'historiador i polític romà Gai Sal·lusti Crisp, en la qual va descriure la guerra de la Roma republicana contra Jugurta, rei de Numídia, que es desenvolupà entre 111-105 aC. La guerra de Jugurta mostra una major maduresa moral i política de l'autor. Sal·lusti disposà d'un gran nombre de fonts per escriure aquesta obra i també cal recordar que fou procònsol de la província d'Àfrica Nova, que corresponia a l'antiga Numídia, i això li donava un gran coneixement del territori i va d'haver d'entrar en contacte en diverses fills o nets de diverses famílies que havien estat testimonis de la guerra. Aquests fets li van proporcionar una gran avantatge alhora d'escriure.

## Context històric
Gai Sal·lusti Crisp va viure en un dels períodes més tumultuosos de la història romana: el pas de la República a l'Imperi. En aquest temps sotmeses a tensions de tota classe, però també de conflictes polítics que van portar l'oratòria al seu màxim apogeu i amb els majors escriptors com Ciceró, Cèsar, Pompeu, etc. A diferència aquests, els quals sabem molt bé les seves vides, se sap molt poc de la vida de Sal·lusti. En la Conjuració de Catilina confessa que en la seva joventut va ser arrossegat per la seva pròpia passió a la política i que moltes coses li van ser adverses i mostra una societat corrompuda pels vicis i les ambicions de tothom. Va fer carrera política sota la protecció de Cèsar fins que aquest l'anomenà procònsol cum imperio en l'Africa Nova. El 15 de març del 44 aC, Cèsar mor assassinat i Sal·lusti abandona la política i es refugià en la seva vida privada. Durant aquest període va poder comprar la vil·la de Cèsar amb la gran fortuna que va guanyar i es va consagrar-se plenament en la seva nova ocupació: escriure història.
En començar aquesta obra, Sal·lusti, no tenia cap record propi de la guerra, ja que feia seixanta anys d'allò, però com que en aquella època tenia una posició política, va poder utilitzar documents del senat i l'obra de Sul·la, i finalment, com que va ser procònsol de l'Africa Nova, va poder consultar textos cartaginesos que parlaven sobre aquells fets.
Pel que fa la cronologia dels fets també està bastant descurada. Moltes de les descripcions de les batalles han estat tractades d'imprecises, i de posar de manifest el poc o nul coneixement dels assumptes bèl·lics per part de l'autor. Malgrat aquests errors Sal·lusti ofereix una visió molt realista de la política romana, de la guerra i del principi del que serà el final de la República.

## Estructura de l'obra[3][4]
Sal·lusti començar amb una reflexió personal amb els primers capítols i després s'enfoca plenament amb la història de Jugurta, des dels seus inicis en el món militar i de la política, com fa la guerra amb els romans i finalment com és vençut per ells.

### Preludi de la guerra: Capítols I - XXII
- Introducció, i les raons per renunciar a la política, i apologia de cultivar la història. Narra la guerra dels romans contra Jugurta: antecedents, el rei Masinissa i la seva descendència. Caràcter de Jugurta: el seu oncle, el rei Micipsa, que l'envia a la guerra de Numídia, on es mostren les seves grans qualitats. Perversos consells d'alguns romans corruptes a Jugurta. Escipió l'adverteix contra ells. Adopció de Jugurta per part de Micipsa. Discurs d'aquest abans de morir a Jugurta i els seus propis fills Adhèrbal i Jensal. Primeres disputes entre els hereus. Jugurta trama i aconsegueix assassinar Jensal. Guerra entre Jugurta i Adhèrbal. Aquest, derrotat, es refugia a Roma, on Jugurta enviar emissaris amb regals per corrompre els senadors. Discurs d'Adhèrbal en el senat. Resposta dels ambaixadors de Jugurta. La majoria del senat, guanya per les intrigues d'aquest. Un grup de persones enviades pel senat divideix el regne de Numídia entre Adhèrbal i Jugurta,. Discussions sobre la geografia d'Àfrica i els seus primers pobladors. Atac de Jugurta. Es refugia a Citra després de la seva derrota. Des de Roma es enviat un altre diligència senatorial sense resultats (1-22).

### Inici de la guerra: Capítols XXIII - CIV
- Missatge d'Adhèrbal al senat. És enviada a Jugurta un altre ambaixada a la qual tampoc obeeix. Adhèrbal, a instàncies dels comerciants itàlics que estaven assetjats a Citra, es rendeix a Jugurta, que l'assassina. Manejos pels instigadors de Jugurta a Roma, per evitar el càstig. Reacció de la plebs, començada per Memmi. Numídia és declarada província romana i dirigida pel cònsol Calpurni. S'ordena als nous ambaixadors de Jugurta sortir d'Itàlia. És traslladat a Àfrica un exèrcit romà i comença la campanya. Calpurni i el seu ajudant Escaure, subornats per Jugurta; és fingit entre ells la rendició d'aquest. Calpurni torna a Roma per presidir les eleccions. Memmi exhorta a la plebs a la venjança: Discurs d'aquests (23-31).
- Jugurta és portat a Roma sota la autorització Memmi, per fer-li declarar sobre el seus còmplices romans; fracassa el propòsit per la venal intervenció del tribú C. Bebi. Jugurta, mana assassinar al seu cosí Massiva. El senat li ordena sortir d'Itàlia. Famós apòstrofe de Jugurta a Roma, quan s'allunya d'aquesta. (32-35).
- Activitat d'Albi, el nou cònsol encarregat de Numídia. Ha de venir a Roma per la celebració dels comicis i deixa el seu germà Aule al davant de l'exèrcit. Situació de Roma i emplaçament de les eleccions. Aule accepta la boja idea d'aprofitar-se d'ell, atacant la ciutat de Sutul, on el rei tenia els seus tresors. És víctima d'una emboscada de Jugurta, que fa passar l'exèrcit romà sota l'obligació a sortir de Numídia. Impressió de Roma. Albí es veu impossibilitat de venjar la derrota del seu germà. (36-39).
- Es processa a Roma tot aquell que havia tingut tractes irregulars amb Jugurta. Numídia es encarregada al nou cònsol Metel. Preparatius per la campanya. Espantós estat en que està l'exèrcit d'Àfrica. Mesures que pren per tornar-li la disciplina i el bon ànim (40-45).

- Ambaixada suplicant de Jugurta a Metel. Cautela d'aquest, que li treu terreny en les negociacions mentre obté amb la seva acció avantatges militars. Jugurta es veu obligat a combatre: intenta sorprendre l'exèrcit romà col·locant els seus soldats en un lloc pròxim al riu Mutul; però Metel es fixa amb això i es prepara. (46-49).

- Batalla de la plana de Mutul, on els romans guanyen, no sense gran esforç. Victòria del lloctinent Rutil sobre Bomílcar. Es reuneixen els dos exèrcits romans per celebrar-ho. (50-53).

- Jugurta no accepta la derrota; tàctica de destrucció de Metel. El rei respon amb accions sorpresa de la seva cavalleria. Roma es complau per les victòries de Metel. Continuà de la mateixa manera l'activitat dels dos líders. Metel decideix atacar la ciutat de Zama Regia. Jugurta derrotat per Màrius, lloctinent de Metel, en les portes de Sica (54-56).
- Incidents del lloc de Zama. Jugurta distreu diverses vegades l'exèrcit romà amb la seva cavalleria (57-60).
- Metel ha de renunciar a la conquesta de Zama i es retira en els seus campaments. Sedueix Bomílcar, i aquest intenta persuadir Jugurta perquè es rendeixi als romans; però el rei retrocedeix en el moment decisiu. Aspiracions de Màrius al consolat: resistència de Metel a donar-li la llicència per sol·licitar-ho. Reacció de Màrius: propaganda efectiva a la seva candidatura. Jugurta renova preparatius per la guerra. És destruïda a traïció la guarnició romana de Vaga. Ràpida venjança de Metel. És executat Turpili, únic supervivent d'aquella matança. (61-69).
- Bomílcar i Nabdalsa tramen la ruïna de Jugurta, però la seva conspiració és descoberta i son executats. Jugurta viu preparat per qualsevol cosa. Metel concedeix al final la llicència perduda a Màrius. Jugurta segueix inquiet. Pateix una nova derrota. Retirada del rei a Tala, on té els seus fills i tresors; però el segueix Metel, i ha de fugir de nit. Metel conquista Tala, després que els desertors romans la defensaven sucumbien voluntàriament en el palau reial, calant-li foc. Metel envia una guarnició a la ciutat de Leptis, a petició del ciutadans d'aquesta ciutat. Descripció de les Sirtes. Digressions sobre el sacrifici dels dos germans cartaginesos Filens, que la seva memòria resta en l'altar que porta el seu nom (70-79).Pujada de l'exèrcit de Metel

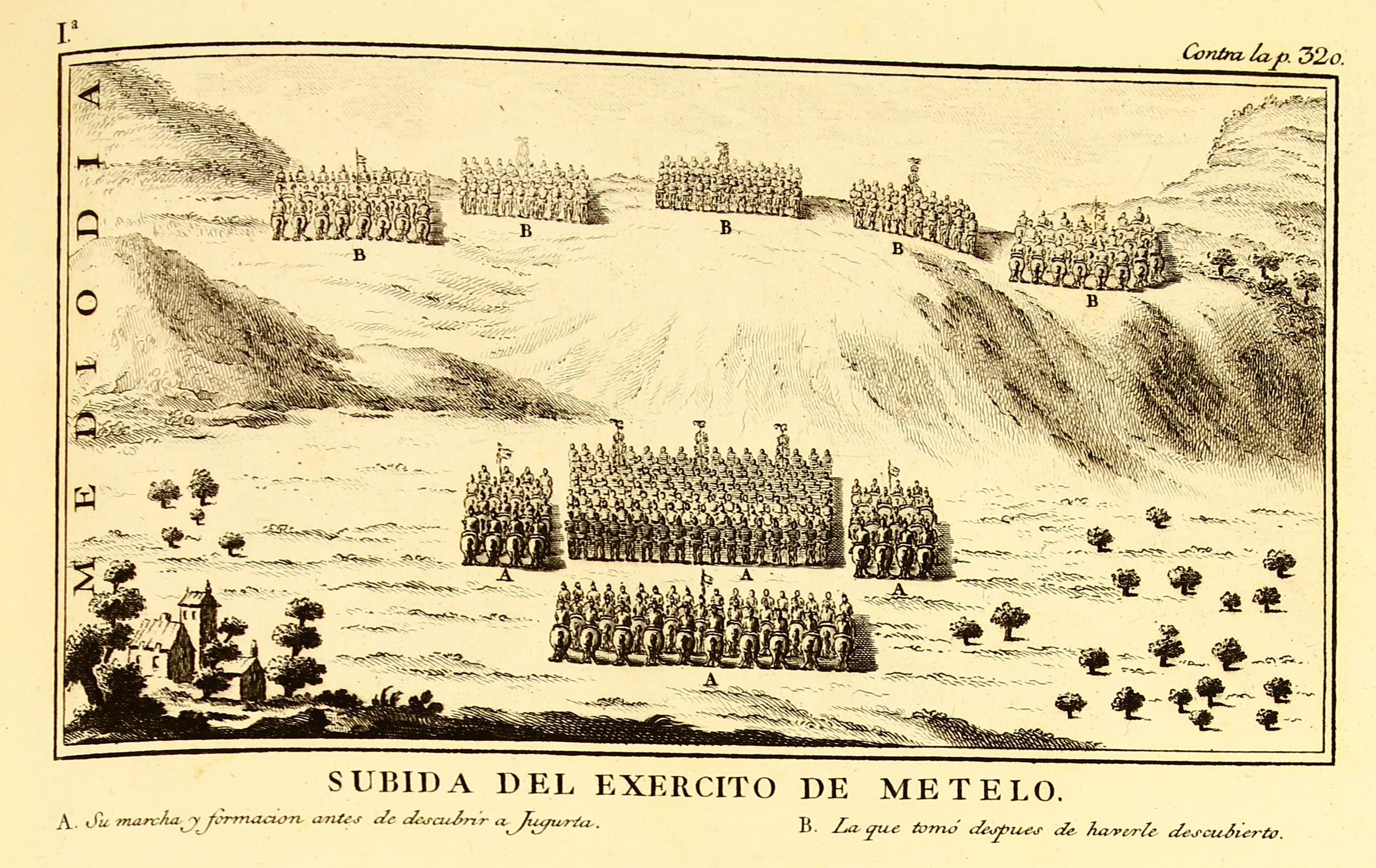
Pujada de l'exèrcit de Metel

- Jugurta entrena a la milícia als gètuls i entra en una aliança amb Bocus, rei de Mauritània. Els dos reis es dirigeixen contra Citra. És informat de que Màrius, ja escollit cònsol, se li encarrega el control de Numídia. Metel envia missatges a Bocus perquè no entri en guerra contra els romans; resposta d'aquest. Discurs de Màrius davant el poble, amb atacs contra la comoditat, l'orgull i la incapacitat de la noblesa, exaltació d'ell mateix i bons auguris sobre el futur de la guerra. Màrius arriba amb les noves tropes a la costa de d'Àfrica, i es fa càrrec de l'exèrcit. (80-86).
- Amb atacs a places i fortaleses prepara les tropes i veu les capacitats del enemic. Al final es decideix marxar contra la ciutat de Capsa, prenen precaucions pel camí. La ciutat es rendeix, però Màrius fa una massacre. (87-91).
- Creix la popularitat de Màrius. Ataca un castell situat no gaire lluny de Muluca, que després de grans dificultats aconsegueix -conquistar-la seguint l'estratègia d'un soldat lígur. Arriba el campament el qüestor Sul·la amb una gran força de cavalleria. Retrat de Sul·la; la seva conducta a Numídia. Jugurta i Bocus ataquen al vespre al campament de Màrius. Aquest es retira les seves forces a dos turons, des dels quals sorprèn l'enemic, dormint després de fer una orgia; i els assassina (92-99).
- Precaució de Màrius per avançar. Nou atac i nova terrible derrota dels dos reis. Bocus sol·licita a Màrius que li enviï parlamentaris. Al·locució de Sul·la davant el rei. Resposta de Bocus. Canvi d'aquest. Bocus, al final envia, plenipotenciaris a Màrius, que són ben rebuts per Sul·la amb l'absència de Màrius. L'ambaixada de Bocus davant el consell de guerra, i a Roma davant el senat; contestació d'aquest. (100-104).

### Final de la guerra: Capítols CV - CXIV
- Bocus demana que li sigui enviat de nou Sul·la. Incidents i riscs d'aquest. Preliminars de les negociacions entre Sul·la i Bocus. Sul·la, que exigeix que entregui a Jugurta. Bocus accepta. Bocus parla amb Jugurta; al final es decideix i fa caure Jugurta en un parany; queda presoner dels romans. Noticia de la derrota que en aquell temps infligeix Roma als gals. Es concedeix a Màrius un segon consolat. Es confia en ell la ventura de la ciutat. (105-114).

## Estil
Sal·lusti s'inspira en Cató el Vell, la llengua del qual només en Sal·lusti arriba al model estilístic. Practicava sobretot la varietas, i la brevitas i afageix aracismes i algunes innovacions. Creà un estil voluntàriament arcaic que no només es limitava al vocabulari, sinó que s'amplià en la morfologia, la sintaxi i en l'ortografia. Així com a exemple tenim les paraules ductare, agitare, missitare... amb aquesta desinència en –ere de la tercera persona del plural del perfecta, la vocal u en lloc de i davant de labials (maxume o lubido en lloc de maxime o libido), etc.
Sal·lusti utilitzà paraules i formes senceres de Cató. Això comportà que alguns crítics antics l'acusessin d'haver-lo copiat descaradament. Té mèrit que perfecciones un estil propi i original, perfectament adequat al gènera narratiu en el que arcaismes i innovacions convivien en un moment en què Ciceró era el màxim exponent en la literatura amb el seu estil perfeccionista.
També practicava la senzillesa en les expressions i en el contingut. Son freqüents les frases nominals i els infinitius històrics. Alguns autors testimonien la brevitas de Sal·lusti, la seva velocitas que li permet dir molt amb poques paraules. En aquesta "concentració", Quintilià reconeix una diferència respecte a l'estil de l'oratòria, que s'ha de preocupar, abans de res, de la claredat i la comprensibilitat. Això no obstant, la cerca d'aquesta brevitas no impedeix la paronomàsia i la redundància. Sal·lusti en aquesta obra ja no distingeix entre bons ni dolents com fa amb la Conjuració de Catilina i va atribuir virtuts i defectes a tots els personatges de la seva obra. L'atac a la noblesa i segueix present i les lliçons morals. Podríem definir Sal·lusti com un innovador en la historiografia i creador el seu propi estil.

## Llegat
Les obres de Sal·lusti han sigut en totes les èpoques objecte d'estudi i atenció, però el pensament sobre elles no ha sigut sempre el mateix. El gust dels escriptors de la generació següent diferia del de Sal·lusti, que censuren sobre tot pel seus arcaismes. El detractor més conegut és Leneu, llibert de Pompeu, que per venjar al seu amo dels atacs de Sal·lusti omple aquest d'injúries i acusacions. Poc després apareixen els admiradors de la seva obra. Sèneca el Rètor afirma en les seves Controvèrsies (IX, 1,13) que Sal·lusti es capaç de superar a Tucídides en el seu camp i amb la seva arma: la brevetat. 

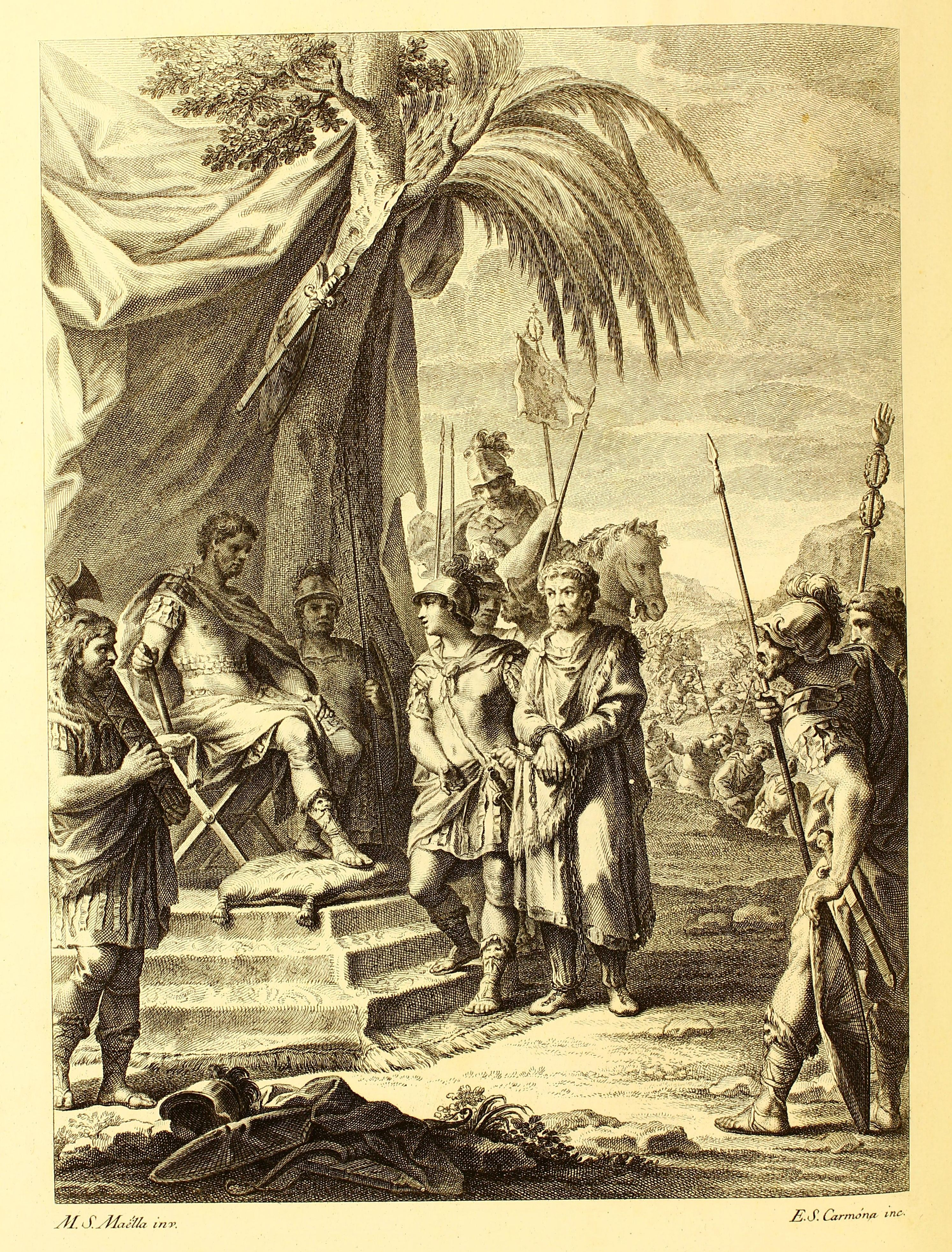
La guerra de Jugurta

Quintilià afirma que Sal·lusti és el més gran historiador (II, 5,19). Per Marcial, "Crisp és el primer en la història romana" (XIV, 191,2). Tàcit ret homenatge a Sal·lusti posant-li el títol "el més brillant dels historiadors romans". En el segle II la moda d'arcaismes fa que Sal·lusti un model a seguir: Frontó i Gel·li el citen amb freqüència. Suetoni sembla que li dedica el començament de la part dedicada als historiadors en la seva obra. Al final de època antiga, Sal·lusti s'ha erigit com el mestre en el seu gènere que ha influït sobre els historiadors i geògrafs (Pomponi Mela, Ammià Marcel·lí...) i que ha sigut objecte d'estudi i anàlisis per part de gramàtics i escoliastes.
L'interès que va despertar Sal·lusti en els autors cristians no es deu tant en les seves qualitats literàries quant als seus pressupostos morals. Admiradors de la seva obra són Lactanci, Sant Hilari de Poitiers, Sant Jeroni, el que devem les dades biogràfiques que coneixem d'historiadors, Sant Agustí, Orosi,... Sal·lusti fou molt llegit en l'època medieval. Sant Isidre el cita en les seves Etimologies i la seva influència s'estén a través del temps per diferents punts d'Europa. Importància per la conservació de les monografies durant l'època carolíngia. A Espanya son notables les imitacions de Sal·lusti detectades en la Historia Silense del segle xi.
Han contribuït al coneixement de Sal·lusti les traduccions que s'han fet en moltes llengües des de l'antiguitat. Una de les primeres vas ser la que Zenobi, mestre grec en els temps d'Adrià, que fer en la seva llengua. En l'Edat Mitjana tenim la traducció italiana de Fra Bartolomeu de Sant Concordi. La traducció més antiga al castellà es remunta a la primera meitat del segle xv i és de Vasco Ramírez de Guzmán. I cal recordar la traducció de Don Gabriel, publicada per la Biblioteca Clásica en el 1772. Ens ha arribat una traducció catalana de Jugurta de Sal·lusti. La còpia de la traducció catalana del Iugurtha és un text anònim i sense data, conservat als primers 53 folis del manuscrit 355 de la Biblioteca de Catalunya, juntament amb altres textos històrics vinculats amb la Grant Cronica d'Espanya de Juan Fernández de Heredia (1310/15-1396).
Amb l'editio princeps de Sal·lusti, realitzada a Venècia en el 1470, i les primeres traduccions, es facilita la difusió de la seva obra, que continuà exercint una gran influència en els filòsofs i en els historiadors, i comença a ser objecte de diversos estudis filològics.
L'estima per Sal·lusti continua en l'Edat Mitjana i s'accentua, amb excepcionals parèntesis, en el segle xx. En els nostres temps Sal·lusti interessa als lingüistes per l'originalitat del seu estil, els historiadors pel seu viu testimoni d'uns anys crucials en la història de Roma i sobretot a qualsevol lector sensible per l'eficàcia que presenta conflictes i situacions humanes i per això eternament atractives. L'ambició, les rivalitats polítiques, les lluites dels partits que són presentades per Sal·lusti amb un punt dramàtic i en versemblança, i la seva obra segueix seduint i inspirant a homes dels nostres temps. Un exemple podria ser la novel·la del ex ministre francès Yves Guéna Catilina ou la gloire derobée (París, 1984).